# Арарат (хутор)
Арарат  — упразднённый хутор в Степновском районе Ставропольского края.

## География
Хутор Арарат располагался в левобережье Терско-Кумского канала, в 9 км от села Богдановки:17. На карте Генштаба издания 1985 года на месте хутора отмечено урочище Арарат.

## История
В 1929 году на базе мелких единоличных крестьянских хозяйств образовался колхоз «Арарат», созданный после переселения сюда армян. Основным направлением его деятельности было выращивание зерновых культур (пшеницы, проса, ячменя и др.). С 1932 года колхоз обслуживался Политотдельской машинно-тракторной станцией.
В 1931 году организован исполнительный комитет Араратского сельского Совета народных депутатов. В 1935 году Араратский сельсовет выделен из Моздокского района Северо-Кавказского края в состав Курского района. По данным архивных источников, сельсовет прекратил своё существование не ранее 1954 года.
На карте Генштаба Красной армии, составленной в 1942 году, в хуторе Арарат отмечено 113 домов, населённый пункт обозначен как центр сельсовета. С августа 1942 года Арарат находился в оккупации. Освобождён 5 января 1943 года.
В 1953 году колхоз «Арарат», признанный нерентабельным, был объединён с колхозом им. Кагановича, центральная усадьба которого размещалась в селе Богдановке.
На 1 марта 1966 года хутор Арарат входил в состав территории Богдановского сельсовета Курского района Ставропольского края:17. В 1972 году Богдановский сельсовет со всеми населёнными пунктами был включён в состав Степновского района.
Решением Ставропольского краевого совета от 28 марта 1973 года № 248 хутор Арарат снят с учёта.

## Кладбище
Кладбище бывшего хутора Арарат расположено в 4 км северо-западнее Богдановки, площадь участка 3000 м². На кладбище находится братская могила 57 воинов Советской армии, павших в 1942—1943 гг., на которой установлен обелиск, увенчанный пятиконечной красной звездой; рядом с обелиском — гранитная плита с именами жителей хутора, погибших в годы Великой Отечественной войны. Братская могила является памятником истории регионального значения.